# Contea di Funing
La contea di Funing (富宁县S, Fùníng XiànP) è una contea della Cina, situata nella provincia di Yunnan e amministrata dalla prefettura autonoma zhuang e miao di Wenshan.